# Arturo Rojas de la Cámara
Arturo Rojas de la Cámara, dit Rojas (1930- 8 janvier 2019) est un auteur de bande dessinée espagnol spécialisé dans la bande dessinée humoristique pour enfants connu pour sa longue collaboration avec Editorial Valenciana (es).